# Андреевское (Сумской район)
Андреевское (укр. Андріївське; до 2024 года — Першотравневое) — посёлок,
Михайловский сельский совет,
Сумский район,
Сумская область,
Украина.
Код КОАТУУ — 5922986505. Население по переписи 2001 года составляло 468 человек.

## Географическое положение
Посёлок Першотравневое находится в 4-х км от левого берега реки Грунь.
Примыкает к сёлу Байрак, на расстоянии в 1 км расположены сёла Кринички и Шумилы.
По селу протекает пересыхающий ручей с запрудой.

## Происхождение названия
Посёлок был назван в честь праздника весны и труда Первомая, отмечаемого в различных странах 1 мая; в СССР он назывался Международным днём солидарности трудящихся.
На территории Украиской ССР имелись 50 населённых населённых пунктов с названием Першотравневое и 27 — с названием Первомайское, из которых до тридцати находились в 1930-х годах в тогдашней Харьковской области, куда входил данный посёлок.

## Экономика
- Племенной завод «Михайловка».